# Asioplax edmundsi
Asioplax edmundsi är en dagsländeart som först beskrevs av Allen 1967.  Asioplax edmundsi ingår i släktet Asioplax och familjen Leptohyphidae. Inga underarter finns listade i Catalogue of Life.